# Pam Teeguarden
Pam Teeguarden (Jacksonville, Florida, 1951. április 19. –) amerikai teniszezőnő. 1968-tól 1985-ig tartó pályafutása során két Grand Slam-tornán diadalmaskodott. 1974-ben a US Openen az ausztrál Geoff Masters társaként bajnok lett a vegyes páros versenyben, majd 1977-ben a Roland Garroson nyert bajnoki címet, ezúttal a páros versenyen a csehszlovák Regina Maršíková oldalán.

## Grand Slam-győzelmek

### Páros (1)
| Év   | Torna         | Partner          | Ellenfelek a döntőben          | Eredmény a döntőben |
| 1977 | Roland Garros | Regina Maršíková | Rayni Fox Helen Gourlay Cawley | 5-7, 6-4, 6-2       |

### Vegyes (1)
| Év   | Torna   | Partner       | Ellenfelek a döntőben     | Eredmény a döntőben |
| 1974 | US Open | Geoff Masters | Chris Evert Jimmy Connors | 6-1, 7-6            |